# لوری لیبرمن
لوری لیبرمن (انگلیسی: Lori Lieberman؛ زادهٔ ۱۵ نوامبر ۱۹۵۱) یک موسیقی‌دان اهل ایالات متحده آمریکا است.